# Лепкалюк Олексій Васильович
Олексі́й Васи́льович Лепкалю́к (24 серпня 1956 — 20 липня 2014) — український військовик, сержант Збройних сил України, герой Українсько-російської війни.

## Життєпис
Народився 1956 року в місті Лисичанськ; батько працював на шахті. 1958-го родина переїхала до Старого Косова. Після школи служив у десантних військах в Грузії, по демобілізації працював в транспортній конторі. З 1984 року проживав у Лисичанську — працював на заводі. Вийшов на пенсію. Вдома сам викопав колодязь, зробив млина. Цікавився філософією, захоплювався електротехнікою. Брав активну участь у подіях Революції Гідності, разом із сином був на Майдані (8-ма сотня Самооборони).
В часі війни з травня — доброволець, стрілець, 24-й батальйон територіальної оборони «Айдар».
20 липня 2014-го загинув у бою за блокпост під час мінометного обстрілу під Луганськом. Першим зірвав «прапор ЛНР» на блокпосту.
З Олексієм попрощалися на Майдані у Києві. Похований у селі Старий Косів 23 липня 2014 року.
Без Олексія лишилися мама Марія Павлівна, дружина, донька (1978 р.н.), сини (1980 та 1991 р.н.)

## Нагороди
За особисту мужність і героїзм, виявлені у захисті державного суверенітету та територіальної цілісності України, вірність військовій присязі під час російсько-української війни, відзначений — нагороджений
- орденом «За мужність» III ступеня (28 червня 2015, посмертно)